# وليد الطايع
 وليد الطايع  لاعب كرة قدم سعودي ولد في 10مارس 1989 والمنتخب السعودي الأولمبي.
مثل منتخب السعودية للشباب في بطولة آسيا عام 2009. لعب لنادي الحزم في درجة الناشئين ومن ثم تدرج في الفئات السنية إلى ان وصل إلى الفريق الأول. في منتصف الموسم الماضي تلقا عرض من الاتحاد ونادي النصر ثم تعرض لإصابة بقطع في الرباط وتوقفت المفاوضات. في نهاية الموسم انتقل اللاعب وليد الطايع من نادي الحزم الذي هبط إلى دوري الدرجة الأولى إلى نادي النصر فسخ نادي النصر عقده في منتصف الموسم لعدم تشافيه من الإصابة 
لعب بعد النصر مع نادي التعاون

## وصلات خارجية
- وليد الطايع على موقع Soccerway.com (الإنجليزية)

1. ↑  "Dar Al Hayat". مؤرشف من الأصل في 2011-08-03.